# Diego Soldano
Diego Soldano (Buenos Aires, Argentína 1969. január 18. –) argentin színész és modell.

## Élete és pályafutása
1969. január 18-án született Buenos Aires-ben. Diegónak három gyermeke van előző kapcsolatából: Emma, Dante és Valentin.
2006 és 2009 között modellként dolgozott. Olyan márkákat népszerűsített, mint például a Sony, a Panasonic, vagy a Coca Cola.
2011-ben a Una  familia con suerte című telelnovella néhány részében szerepelt. 2012-ben a Televisa további két telenovellájában játszott. 2013-ban Rodrigo Balmacedát alakította Az örökség (teleregény)-ben.
2024 márciusa óta Shiran Avraham házastársa.

## Filmográfia

### Telenovellák
| Év        | Cím                       | TV stúdió | Szerep            | Magyar hang     |
| --------- | ------------------------- | --------- | ----------------- | --------------- |
| 2011      | Una familia con suerte    | Televisa  |                   | -               |
| 2012      | Por ella soy Eva          | Televisa  | Gabriel Ospina    | -               |
| 2012      | A szív parancsa           | Televisa  | Dante Barrien     | -               |
| 2013      | Az örökség                | Telemundo | Rodrigo Balmaceda | Sótonyi Gábor   |
| 2014-2015 | Lucia – A sors üldözöttje | Telemundo | Pablo Ríobueno    | Kárpáti Levente |
| 2015      | Señora Acero              | Telemundo | Pedro Juárez      | -               |
| 2016-2020 | A végzet asszonya         | Telemundo | Daniel Llamas     | Lux Ádám        |
| 2022      | A mostoha                 | Televisa  | Gaspar Iglesias   | Papp Dániel     |

### Showműsorok
| Év   | Cím                    | Szerepkör | TV Stúdió |
| ---- | ---------------------- | --------- | --------- |
| 2023 | La casa de los famosos | versenyző | Telemundo |

### Tévésorozatok
- Las trampas del deseo (2013) .... Silvio Galliano

### Színház
- Loca Juventud (1996-1997)
- Los de la mesa diez (1998-1999)
- Convivencia (2002)
- Muestra Anual (2007-2008)